# Sphecodes pilosulus
Sphecodes pilosulus là một loài Hymenoptera trong họ Halictidae. Loài này được Smith mô tả khoa học năm 1879.